# Pape Cheikh Diop
Pape Cheikh Diop Gueye (Dakar, 8 agosto 1997) è un calciatore senegalese con cittadinanza spagnola, centrocampista dell'Al Arabi.

## Caratteristiche tecniche
Centrocampista centrale con buona visione di gioco, abile nel recuperare palloni e rilanciare l'azione.

## Carriera

### Club
Emigrato in Spagna a 14 anni al seguito della famiglia, entra a far parte delle giovanili del Celta Vigo, il 12 dicembre 2015 debutta in prima squadra in occasione dell'incontro vinto 1-0 contro l'Espanyol.
Il 29 agosto 2017 passa a titolo definitivo all'Olympique Lione. Alla prima stagione in Francia raccoglie solamente una presenze in Ligue 1, l'8 aprile 2018 nella larga vittoria (5-0) sul campo del Metz. Il 19 settembre esordisce in Champions League, giocando titolare nella vittoriosa trasferta (2-1) contro il Manchester City. Nella seconda stagione scende in campo 12 volte in campionato.
Il 14 agosto 2019 torna al Celta Vigo in prestito con diritto di riscatto.
Il 6 agosto 2020 passa ai francesi del Digione in prestito con diritto di riscatto. Dopo essere rimasto svincolato, l'Elche lo acquista a parametro zero durante la sessione di mercato invernale del 2023.

### Nazionale
Sceglie di giocare con la nazionale spagnola, con cui gioca a livello giovanile, salvo poi optare per rappresentare il Senegal nel 2020.

## Statistiche

### Presenze e reti nei club
Statistiche aggiornate al 17 giugno 2023.
| Stagione               | Squadra                | Campionato             | Campionato | Campionato | Coppe nazionali | Coppe nazionali | Coppe nazionali | Coppe continentali | Coppe continentali | Coppe continentali | Altre coppe | Altre coppe | Altre coppe | Totale | Totale |
| Stagione               | Squadra                | Comp                   | Pres       | Reti       | Comp            | Pres            | Reti            | Comp               | Pres               | Reti               | Comp        | Pres        | Reti        | Pres   | Reti   |
| ---------------------- | ---------------------- | ---------------------- | ---------- | ---------- | --------------- | --------------- | --------------- | ------------------ | ------------------ | ------------------ | ----------- | ----------- | ----------- | ------ | ------ |
| 2015-2016              | Celta Vigo             | PD                     | 6          | 0          | CR              | 2               | 0               |                    | -                  | -                  |             | -           | -           | 8      | 0      |
| 2016-2017              | Celta Vigo             | PD                     | 16         | 1          | CR              | 3               | 0               | UEL                | 0                  | 0                  |             | -           | -           | 19     | 1      |
| 2017-2018              | Olympique Lione        | L1                     | 1          | 0          | CF+CdL          | 0+1             | 0               | UEL                | 0                  | 0                  | -           | -           | -           | 2      | 0      |
| 2018-2019              | Olympique Lione        | L1                     | 12         | 0          | CF+CdL          | 4+2             | 0               | UCL                | 5                  | 0                  | -           | -           | -           | 23     | 0      |
| ago. 2019              | Olympique Lione        | L1                     | 0          | 0          | CF+CdL          | -               | -               | UCL                | -                  | -                  | -           | -           | -           | 0      | 0      |
| Totale Olympique Lione | Totale Olympique Lione | Totale Olympique Lione | 13         | 0          |                 | 7               | 0               |                    | 5                  | 0                  |             | -           | -           | 25     | 0      |
| ago. 2019-2020         | Celta Vigo             | PD                     | 16         | 0          | CR              | 3               | 0               | -                  | -                  | -                  |             | -           | -           | 19     | 0      |
| Totale Celta Vigo      | Totale Celta Vigo      | Totale Celta Vigo      | 38         | 1          |                 | 8               | 0               |                    | 0                  | 0                  |             | -           | -           | 46     | 1      |
| 2020-2021              | Digione                | L1                     | 21         | 0          | CF              | 1               | 0               | -                  | -                  | -                  | -           | -           | -           | 22     | 0      |
| 2021-2022              | Olympique Lione 2      | N2                     | 1          | 0          | -               | -               | -               | -                  | -                  | -                  | -           | -           | -           | 1      | 0      |
| 2022-gen. 2023         | Arīs Salonicco         | SL                     | 10         | 0          | CG              | 0               | 0               | UECL               | 4                  | 0                  | -           | -           | -           | 14     | 0      |
| gen.-giu. 2023         | Elche                  | PD                     | 2          | 0          | CR              | -               | -               | -                  | -                  | -                  | -           | -           | -           | 2      | 0      |
| Totale carriera        | Totale carriera        | Totale carriera        | 85         | 1          |                 | 16              | 0               |                    | 9                  | 0                  |             | -           | -           | 110    | 1      |

### Cronologia presenze e reti in nazionale
| Cronologia completa delle presenze e delle reti in nazionale ― Senegal | Cronologia completa delle presenze e delle reti in nazionale ― Senegal | Cronologia completa delle presenze e delle reti in nazionale ― Senegal | Cronologia completa delle presenze e delle reti in nazionale ― Senegal | Cronologia completa delle presenze e delle reti in nazionale ― Senegal | Cronologia completa delle presenze e delle reti in nazionale ― Senegal | Cronologia completa delle presenze e delle reti in nazionale ― Senegal | Cronologia completa delle presenze e delle reti in nazionale ― Senegal |
| Data                                                                   | Città                                                                  | In casa                                                                | Risultato                                                              | Ospiti                                                                 | Competizione                                                           | Reti                                                                   | Note                                                                   |
| ---------------------------------------------------------------------- | ---------------------------------------------------------------------- | ---------------------------------------------------------------------- | ---------------------------------------------------------------------- | ---------------------------------------------------------------------- | ---------------------------------------------------------------------- | ---------------------------------------------------------------------- | ---------------------------------------------------------------------- |
| 9-10-2020                                                              | Rabat                                                                  | Marocco                                                                | 3 – 1                                                                  | Senegal                                                                | Amichevole                                                             | -                                                                      | 79’                                                                    |
| 11-11-2020                                                             | Thiès                                                                  | Senegal                                                                | 2 – 0                                                                  | Guinea-Bissau                                                          | Qual. Coppa d'Africa 2021                                              | -                                                                      | 89’                                                                    |
| 15-11-2020                                                             | Bissau                                                                 | Guinea-Bissau                                                          | 0 – 1                                                                  | Senegal                                                                | Qual. Coppa d'Africa 2021                                              | -                                                                      | 73’ 87’                                                                |
| Totale                                                                 |                                                                        | Presenze                                                               | 3                                                                      |                                                                        | Reti                                                                   | 0                                                                      |                                                                        |

## Palmarès

### Nazionale
- Campionato d'Europa Under-19: 1

2015